# Rainer de Saxe-Coburgo e Bragança
Rainer de Saxe-Coburgo e Bragança (nome completo: Rainer Maria José Floriano Inácio Miguel Gabriel Rafael Gonzaga; Pula, 4 de maio de 1900 – Gyömrő, 7 de janeiro de 1945), foi um Príncipe de Saxe-Coburgo-Gota do ramo brasileiro de Saxe-Coburgo e Bragança. Era o segundo filho do príncipe Augusto Leopoldo do Brasil e da arquiduquesa Carolina da Áustria-Toscana. A morte de seu irmão mais velho e de seu pai, fez dele o herdeiro da Casa de Saxe-Coburgo-Koháry, e chefe de uma das famílias mais antigas e ricas do império austro-húngaro.
Acredita-se que ele tenha sido morto em batalha em Budapeste em 1945.

## Biografia
Rainer nasceu em 4 de maio de 1900 na vila que seu pai possuía na costa do Adriático, em Pula. Era o segundo filho do príncipe Augusto Leopoldo do Brasil e de sua esposa, a arquiduquesa Carolina de Áustria-Toscana. Seu pai era o segundo filho do príncipe Luís Augusto de Saxe-Coburgo-Koháry, e da princesa Leopoldina do Brasil, filha do imperador Pedro II. Já sua mãe era a segunda filha do arquiduque Carlos Salvador da Áustria-Toscana – que era filho do grão-duque Leopoldo II – e da princesa Maria Imaculada das Duas Sicílias, filha do rei Fernando II.
Rainer pertecia ao ramo brasileiro de Saxe-Coburgo e Bragança, e também ao ramo de Saxe-Coburgo-Koháry da Casa de Saxe-Coburgo-Gota, que à época de seu nascimento, governava os Ducados Ernestinos na Alemanha, bem como o Principado da Bulgária e os reinos da Bélgica, Portugal e Grã-Bretanha.
O Príncipe passa a sua juventude em várias propriedades da família, junto a seus irmãos e irmãs. A harmonia familiar é perturbada pela morte, em 22 de setembro de 1909, de seu irmão mais velho, Augusto, aos 13 anos de idade, em decorrência de uma doença pulmonar. Poucos dias após o funeral de seu irmão, Rainer, com nove anos de idade, apresentou os mesmos sintomas de seu falecido irmão, mas se recuperou. Seu pai, Augusto, oficial reformado das marinhas brasileira e austro-húngara , administrava suas propriedades e se dedicava à caça. Sua mãe, a arquiduquesa Carolina, dedica-se à educação dos filhos. Assim como seus irmãos mais novos, Filipe Josias e Ernesto, Rainer estudou no Jesuit College Kalksburg, em Viena.
Além de estar na linha de sucessão ao trono de Coburgo, ele possuía uma das maiores fortunas da Hungria, um dos reinos constituintes do Império Austríaco, cujo reinado, no entanto, ele viu chegar ao fim, junto com o de os duques de Saxe-Coburgo e Gota, em 1918. Mesmo após a queda das monarquias alemã e austro-húngara, ele manteve a propriedade da maioria dos vastos domínios Koháry, que continuaram a gerar uma renda principesca. Ele também era dono dos castelos Csábrág e Szitnya, ambos na atual Eslováquia, entre outras terras na Europa Central.

## Casamento e descendência
Em Munique, em 15 de dezembro de 1930, o príncipe Rainer casou-se, primeiramente, com Johanna Károlyi de Károly-Patty, filha do Conde Heinrich Karolyi de Karoly-Patti. Eles tiveram um filho:
1. João Henrique Frederico Wener Konrad Rainer Maria de Saxe-Coburgo-Gota (1931–2010). João casou-se, primeiramente, em 24 de outubro de 1957 com a Baronesa Gabrielle von Fürstenberg, tiveram uma filha e se divorciaram em 4 de julho de 1968; Quatro meses depois em 12 de novembro de 1968 João casou-se, em segundo lugar, com a princesa Matilde da Saxônia, neta do rei Frederico Augusto III da Saxônia. Eles tiveram um filho, e divorciaram-se em 27 de agosto de 1993.

Rainer e Johanna se divorciaram em 1935

Em Budapeste, em 13 de fevereiro de 1940, Rainer casou-se, em segundo lugar, com Edith de Kózol, de quem não teve filhos.